# Daniel Bernhardt
Daniel Bernhardt (Ittigen, 31 de agosto de 1965) es un actor, modelo y artista marcial suizo.

## Biografía
Bernhardt debutó en el cine interpretando uno de los papeles principales en el largometraje Bloodsport II: The Next Kumite (1996). También apareció en dos de sus secuelas y protagonizó las películas Future War (1997), True Vengeance (1997), Perfect Target (1997), G2 - Mortal Conquest (1999), Black Sea Raid (2000) y Global Effect (2002). Entre 1998 y 1999 protagonizó la serie de televisión Mortal Kombat: Conquest.
En 2003 interpretó el papel del Agente Johnson en el largometraje de las hermanas Wachowski The Matrix Reloaded (2003), y en 2005 actuó junto a Chuck Norris en The Cutter. En 2013 apareció junto a Jason Statham en Parker (2013) y realizó un cameo en Los juegos del hambre: en llamas (2013) como el tributo masculino del Distrito 9.
En 2020 fue anunciada su participación en el papel del Agente Johnson en la nueva entrega de la serie fílmica de The Matrix, cuyo estreno está previsto para diciembre de 2021. Sin embargo y pese a que filmó sus escenas, las mismas fueron eliminadas de la película.

## Filmografía

### Cine
- Bloodsport II: The Next Kumite (1996) - Alex Cardo
- Bloodsport III (1997) - Alex Cardo
- Future War (1997) - Fugitivo
- True Vengeance (1997) - Allen Griffin
- Perfect Target (1997) - David Benson
- Bloodsport 4: The Dark Kumite (1999) - Keller
- G2 - Mortal Conquest (1999) - Steven Conlin
- Black Sea Raid (2000) - Rick
- Global Effect (2002) - Marcus Poynt
- The Matrix Reloaded (2003) - Agente Johnson
- The Librarians (2003) - Toshko
- Confessions of an Action Star (2005) - Jason Everstrong
- Tornado - Rain to Kill (2005)
- The Cutter (2005) - Dirk
- Children of Wax (2007) - Murat
- Supreme Champion (2010) - Lucien Gallows
- Creature (2011) - Lockjaw / Grimley
- Foodfight! (2012)
- Santa's Summer House (2012) - Bryan
- Parker (2013) - Kroll
- Los juegos del hambre: en llamas (2013) - Tributo masculino del Distrito 9
- Zombeo & Juliécula (2013) - Vladimir
- Knock 'em Dead (2014) - Victor
- John Wick (2014) - Kirill
- The Vatican Tapes (2015)
- Brothers (2015) - Max Potter
- Term Life (2016) - Detective Rick DiNardi
- Precious Cargo (2016) - Simon
- Logan (2017) - Bonebreaker
- Atomic Blonde (2017) - Soldado
- Kill 'Em All (2017) - Radovan Brokowski
- Escape Plan: The Extractors (2019) - Silva
- Hobbs & Shaw (2019)
- Birds of Prey (2020) - Conductor de Sionis
- Skylines (2020) – Owens
- The Matrix 4 (2021) – Agente Johnson
- Extraction 2 (2023) - Konstantine[6]

### Televisión
- Mortal Kombat: Conquest (1998-1999, 22 episodios) - Siro
- Desire (2006, 4 episodios) - Vincent
- Jean-Claude Van Johnson (2017)
- Altered Carbon (2018) - Jaeger
- Barry (2019, 1 episodio) - Ronny Proxin